# Martin Juhar
Martin Juhar (Kassa, 1988. március 9. –) szlovák válogatott labdarúgó, hátvéd.

## Pályafutása

### Klubcsapatokban
A Lokomotíva Košice csapatában kezdte pályafutását szülővárosában. 2008-ban igazolt az MFK Košice csapatához. 2008. május 10-én debütált a szlovák élvonalban. A szezon végén kupagyőztes lett a csapattal. 2011 nyarán, miután lejárt a szerződése, a cseh Sparta Praha játékosa lett. Hároméves szerződést írt alá. Első gólját a csapatban 2011. szeptember 12-én szerezte a Viktoria Zizkov elleni bajnokin. A szezon későbbi részében kevesebb lehetőséget kapott, összesen 13 bajnokin játszott.
2012 júliusában a Spartah riválisához, a Slavia Prahához szerződött. Július 30-án, az új idény első bajnokiján mutatkozott be új csapatában, első gólját 2013. március 8-án szerezte a Zbrojovka Brno ellen.
2013 októberében Miroslav Koubek lett a Slavia új vezetőedzője, ő kevésbé számított Juhar játékára, aki sokszor csak a tartalékokkal készülhetett. A következő idény előtt Miroslav Beránek lett az új edző, ő a védelem jobb szélén vette számításba juhart, aki azonban később úgy nyilatkozott, szeretné elhagyni a csapatot, miután Beránek inkább a fiatalokat részesítette előnyben.
2015 márciusában három hónapos szerződést kötött a szlovák első ligában szereplő Zlaté Moravce csapatával. Április 11-én győztes gólt szerzett korábbi csapata, az MFK Košice ellen. 2015. április 18-án mesterhármast ért el az FK Senica elleni bajnokin.
2015 augusztusának végén a lengyel élvonalban újonc Nieciecza csapatához írt alá. Az ott töltött idő alatt 33 bajnokin három gólt szerzett. 2017 januárjában közös megegyezéssel felbontották a szerződését. 2017 tavaszán Németországba, az alsóbb osztályú FSV Zwickauhoz írt alá. Itt mindössze pár hónapot töltött, 2017 szeptemberében a Zbrojovka Brno játékosa lett. 2018 augusztusába szerződtette a Diósgyőri VTK. Fernando Fernández edzősége alatt alapembere volt a miskolci csapatnak, a 2018-2019-es szezonban 25 bajnokin szerepelt az élvonalban. A következő idény elején két mérkőzésen lépett pályára, majd a spanyol edző távozása és Feczkó Tamás érkezése után nem számítottak a játékára. 2019 októberében közös megegyezéssel felbontotta szerződését a klubbal.

## Mérkőzései a szlovák válogatottban
| #  | Dátum              | Ellenfél  | Eredmény | Kiírás              | Esemény |
| -- | ------------------ | --------- | -------- | ------------------- | ------- |
| 1. | 2013. november 19. | Gibraltár | 0 – 0    | barátságos mérkőzés |         |

## Sikerei, díjai

### MFK Košice
- Szlovák Kupa-győztes (1): 2008–09

## További információ
- Martin Juhar adatlapja a Soccerway oldalon (angolul)
- MFK Košice profile
- Martin Juhar a 90minut.pl oldalon (lengyelül)